# Bezirksverwaltungsgericht
Der Begriff des Bezirksverwaltungsgerichts wird je nach Staat unterschiedlich verwendet:

## Litauen
Das Bezirksverwaltungsgericht (lit. apygardos administracinis teismas) ist neben dem Kreisgericht die Eingangsinstanz der Verwaltungsgerichtsbarkeit in Litauen. Sie sind Gerichte mit besonderer Zuständigkeit. Bezirksverwaltungsgerichte verhandeln über Streitfälle im Bereich der öffentlichen Verwaltungen, über Fragen in Bezug auf die Rechtmäßigkeit von Verwaltungsvorschriften, über Steuerstreitfälle usw.
Bezirksverwaltungsgerichte sind:
- Bezirksverwaltungsgericht Vilnius
- Bezirksverwaltungsgericht Kaunas
- Bezirksverwaltungsgericht Klaipėda
- Bezirksverwaltungsgericht Panevėžys
- Bezirksverwaltungsgericht Šiauliai